# Альба (поезія)
А́льба (окс. alba — «ранкова зоря») — поетичний жанр провансальських трубадурів, ранкова пісня, скарга закоханих на неминучість розлуки з настанням ранку. Це своєрідний драматичний діалог кавалера з дамою. Діалогічність альби вказує на її зв'язок з народною піснею. Всупереч класичній куртуазній ситуації, в Альбі любов стає взаємною, але щастя триває коротко: з настанням ранку коханці розлучаються через страх перед плітками або перед ревнивцем-суперником. Жанр альби був запозичений з часом французькими труверами, які називали такі пісні «обад» або «об» (фр. aubade, aube). Цей жанр був поширений також у поезії німецьких мінезингерів. Протилежний жанр до альби — серена, тобто вечірня пісня.
До нас дійшли альби таких трубадурів, як Раймбаут де Вакейрас, Фолькет Марсельський, Гіраут Рик'єр.